# Luhe, Nanjing
Luhe är ett förortsdistrikt i Nanjing i Jiangsu-provinsen i östra Kina.